# Temple mormon de Billings
Le temple mormon de Billings est un temple de l’Église de Jésus-Christ des saints des derniers jours situé à Billings, dans l’État du Montana, aux États-Unis. Il a été inauguré le 20 novembre 1999.